# Je suis légion
Je suis légion est une série de bande dessinée de science-fiction conçue sur le principe de l’uchronie.

## Auteurs
- Scénario : Fabien Nury
- Dessins : John Cassaday
- Couleurs : Laura Depuy

## Synopsis
Pendant la Seconde Guerre mondiale, en 1942, les nazis testent une nouvelle arme (Wunderwaffe) : une entité étrange qui s’insinue dans le corps des êtres humains et peut ainsi les contrôler à distance. En Roumanie, l’officier SS Rudolf Heyzig dirige le programme de recherche et propose de se servir des juifs déportés comme de soldats contrôlés par l’entité qui s’est logé dans le corps d’une petite fille.
Pendant ce temps, à Londres, la police enquête sur l’incendie de la maison d’un notable britannique. L’inspecteur Pilgrim découvre que cette mort est peut-être liée à une opération que Churchill prépare contre un projet secret mené par le nazi Heyzig.

## Analyse
Le titre de cette série vient d’une citation de l’Évangile selon Marc (5,9) : « mon nom est Légion, car nous sommes nombreux ».
Le titre du tome 1 vient du nom de la statue qui trônait sur la table d’une salle au War Office où Winston Churchill tenait les réunions les plus confidentielles.

### Thématique
Cette série s'inscrit dans une uchronie imaginée par les auteurs, où les nazis recherchent de nouvelles armes dans la quête d’objets aux pouvoirs légendaires ou d’entités maléfiques. Parmi les œuvres les plus connues utilisant ce genre d’intrigue, on peut citer :
- les films du héros Indiana Jones : Les Aventuriers de l'arche perdue et Indiana Jones et la Dernière Croisade ;
- la bande dessinée Sanctuaire ;
- la nouvelle L'Amérique n'a pas Thor / Thor contre Captain America (titre variable selon l’édition) de David Brin : cette nouvelle a été écrite à l’occasion d’une anthologie de nouvelles toutes basées sur le thème uchronique selon lequel le régime d’Hitler a gagné ou est en train de gagner la Seconde guerre mondiale[1] ;
- le roman Le Maître du Haut Château de Philip K. Dick.

On peut également citer le roman Le Temps paralysé de Dean Koontz, où l’arme utilisée n’est pas magique mais technologique (de science-fiction).

## Albums
1. Le Faune dansant (2004)
2. Vlad (2006)
3. Les Trois Singes (2007)

## Publication

### Éditeurs
- Les Humanoïdes Associés : Tomes 1, 2 et 3 (première édition des tomes 1, 2 et 3).

## Adaptation
Une adaptation cinéma de la série devrait sortir prochainement, produit par les Français Pierre Spengler et Fabrice Giger.